# Herb gminy Zalesie
Herb gminy Zalesie – jeden z symboli gminy Zalesie, ustanowiony 10 czerwca 1998.

## Wygląd i symbolika
Herb przedstawia na tarczy w polu złotym (żółtym) z zieloną podstawą czerwonego jelenia, wyskakującego zza zielonych drzew. Jest to tzw. herb mówiący, nawiązujący do nazwy gminy. 